# Mesoligia erratricula
Mesoligia erratricula là một loài bướm đêm trong họ Noctuidae.